# Voillans
Voillans ist eine französische Gemeinde mit 195 Einwohnern (Stand: 1. Januar 2022) im Département Doubs in der Region Bourgogne-Franche-Comté.

## Geographie
Voillans liegt auf 390 m, sechs Kilometer nordöstlich von Baume-les-Dames und etwa 34 Kilometer ostnordöstlich der Stadt Besançon (Luftlinie). Das Dorf erstreckt sich in der gewellten Landschaft zwischen den Flusstälern von Doubs und Ognon, in einer Mulde am südlichen Rand des Hochplateaus Les Mondrevaux.
Die Fläche des 10,12 km² großen Gemeindegebiets umfasst einen Abschnitt am Rand der äußersten nordwestlichen Höhenzüge des Juras. Der Hauptteil des Gebietes wird von der leicht gewellten Landschaft eines Hochplateaus eingenommen, das durchschnittlich auf 420 m liegt. Es ist vorwiegend mit Acker- und Wiesland bestanden, zeigt aber auch einige größere Waldflächen. Einziges oberirdisches Fließgewässer ist der Ruisseau de la Chenevière, der westlich des Dorfes entspringt und schon wenige 100 Meter östlich davon wieder versickert. Die südliche Grenze verläuft auf einem überwiegend bewaldeten Höhenrücken, der das Plateau vom Doubstal trennt. Mit 548 m wird hier die höchste Erhebung von Voillans erreicht.
Zu Voillans gehören neben dem eigentlichen Ort auch der Weiler La Grange des Noyes (430 m) auf dem Plateau am Rand des Bois de Reuge sowie einige Einzelhöfe. Nachbargemeinden von Voillans sind Viéthorey im Norden, Fontaine-lès-Clerval und L’Hôpital-Saint-Lieffroy im Osten, Hyèvre-Paroisse und Baume-les-Dames im Süden sowie Autechaux und Vergranne im Westen.

## Geschichte
Erstmals urkundlich erwähnt wird Voillans im Jahr 1173 unter dem Namen Vaylans. Der Ortsname geht vermutlich auf den germanischen Personennamen Walo zurück. Im Mittelalter gehörte Voillans zum Gebiet der Herrschaft Baume-les-Dames. Zusammen mit der Franche-Comté gelangte das Dorf mit dem Frieden von Nimwegen 1678 definitiv an Frankreich. Danach war es Standort eines Hochgerichtes. Im 19. Jahrhundert wurde bei Voillans Eisenerz abgebaut, das in Clerval verarbeitet wurde. Heute ist Voillans Teil des Gemeindeverbandes Doubs Baumois.

## Sehenswürdigkeiten
Die Kirche Notre-Dame-de-la-Nativité wurde von 1767 bis 1772 neu erbaut, wobei das gotische Portal des Vorgängerbaus mit einbezogen wurde. Aus dem 18. Jahrhundert stammt das Château, ein ehemaliger Herrschaftssitz.

## Bevölkerung
| Jahr                       | 1962 | 1968 | 1975 | 1982 | 1990 | 1999 | 2018 |
| Einwohner                  | 79   | 106  | 96   | 115  | 141  | 199  | 208  |
| Quellen: Cassini und INSEE |      |      |      |      |      |      |      |

Mit 195 Einwohnern (Stand 1. Januar 2022) gehört Voillans zu den kleinen Gemeinden des Départements Doubs. Nachdem die Einwohnerzahl in der ersten Hälfte des 20. Jahrhunderts markant abgenommen hatte (1896 wurden noch 320 Personen gezählt), wurde seit Mitte der 1970er Jahre wieder ein deutliches Bevölkerungswachstum verzeichnet. Seither hat sich die Einwohnerzahl verdoppelt.

## Wirtschaft und Infrastruktur
Voillans war bis weit ins 20. Jahrhundert hinein ein vorwiegend durch die Landwirtschaft (Ackerbau, Obstbau und Viehzucht) und die Forstwirtschaft geprägtes Dorf. Daneben gibt es heute einige Betriebe des lokalen Kleingewerbes, darunter eine Sägerei. Mittlerweile hat sich das Dorf auch zu einer Wohngemeinde gewandelt. Viele Erwerbstätige sind deshalb Wegpendler, die in den größeren Ortschaften der Umgebung ihrer Arbeit nachgehen.
Die Ortschaft liegt abseits der größeren Durchgangsstraßen an einer Departementsstraße, die von Autechaux nach Clerval führt. Der nächste Anschluss an die Autobahn A36, welche das Gemeindegebiet durchquert, befindet sich in einer Entfernung von ungefähr fünf Kilometern. Eine weitere Straßenverbindung besteht mit Viéthorey.